# J-Kwon
J-Kwon, pseudonimo di Jerrell Jones (Saint Louis, 28 marzo 1986), è un rapper statunitense, conosciuto principalmente per il suo brano del 2004 Tipsy.

## Biografia e carriera
Fan di MC Hammer, Kris Kross e soprattutto Heavy D, dopo aver frequentato a lungo l'ambiente hip hop, J-Kwon ottiene un contratto grazie a Jermaine Dupri, che riconosce in lui una grande abilità a rappare . Il suo primo album Hood Hop vende approssimativamente 650,000 copie, conquistando il disco d'oro. Il primo singolo estratto dall'album, Tipsy, raggiunge la seconda posizione della Billboard Hot 100 e la quarta nel Regno Unito, diventando il suo più grande successo.
Nel 2005 il suo brano "Get XXX'd", che vede la partecipazione di Petey Pablo e Ebony Eyez, viene inserito nella colonna sonora del film xXx 2: The Next Level. Lo stesso anno J-Kwon collabora con il comico Andy Milonakis nella trasmissione "Like Dis" su MTV.
Nel 2008 esce il suo secondo lavoro Hood Hop 2, idealmente un sequel del suo album di debutto, a cui collaborano Chingy, Nelly, Murphy Lee, Teairra Marí, Andy Milonakis, Ebony Eyez, Brandy e S.O.C.. Il nuovo album viene pubblicato dalla Hood Hop Ent, etichetta discografica fondata dallo stesso J-Kwon.

## Discografia

### Album
- 2004 - Hood Hop
- 2008 - Hood Hop 2

### Singoli
| Anno | Canzone                                          | US Hot 100 | US R&B/Hip-Hop | US Rap | UK | Album                                |
| ---- | ------------------------------------------------ | ---------- | -------------- | ------ | -- | ------------------------------------ |
| 2004 | "Tipsy"                                          | 2          | 2              | 1      | 4  | Hood Hop                             |
| 2004 | "You & Me" (featuring Sadiyyah)                  | 58         | 70             | 21     | -  | Hood Hop                             |
| 2004 | "Hood Hop"                                       | -          | 52             | -      | -  | Hood Hop                             |
| 2005 | "Get XXX'd" (featuring Ebony Eyez & Petey Pablo) | -          | -              | -      | -  | XXX: State of the Union (soundtrack) |
| 2008 | "Boo-Boo"                                        | -          | -              | -      | -  | Hood Hop 2                           |

### Collaborazioni
| Anno | Canzone                                                    | US Hot 100 | US R&B/Hip-Hop | US Rap | UK | Album  |
| ---- | ---------------------------------------------------------- | ---------- | -------------- | ------ | -- | ------ |
| 2005 | "Fresh Azimiz" (Bow Wow featuring J-Kwon & Jermaine Dupri) | 23         | 13             | 6      | -  | Wanted |